# FANATIC◇CRISIS
FANATIC◇CRISIS（ファナティック クライシス）は、日本のヴィジュアル系ロックバンド。略称はFtC。

## メンバー
本名、年齢、出身地については、第一回FC会報で公表。
石月努（いしづき つとむ）：ボーカル
本名：石附努（読みは同じ）
1977年1月8日生まれ。身長178cm。愛知県一宮市出身。
愛称は「つとむ」「つー」「つっくん」など。3歳の頃からバイオリンを習う。細身の体格。
バンド内の役割
ほとんどの作詞、作曲、衣装・CDジャケットのデザイン担当。バンドリーダー。当初はギターを担当、他メンバーの意見が一致し、ボーカルへ転向。共同作業者の神林義弘と共にバンドのプロデュースも行う。曲によってはギターも弾く。カタカナを多用する歌詞が特徴。
解散後の動向
デザイナーとして活動開始。自らのデザイン会社も設立。2012年8月6日より音楽活動を再開した。

和也（かずや）：ギター
本名：西田和也
1974年12月15日生まれ。身長179cm。岐阜県岐阜市出身。
愛称は「和也」「和くん」など。髪形にこだわりがあり、初期の金髪とピンクのグラデーションによるカラーリング等も本人が行う。長身で細身。生卵や牛乳、チーズなど偏食が多い。訛りコンプレックスで、ラジオでの発言は最小限でこなした。
バンド内の役割
石月の作るメロディーを元に作曲。他アーティストへの楽曲提供等もこなす。
解散後の動向
KAZUYAとして活動、アニメソング制作や、萩野崇への楽曲提供などこなす。2006年、「BOUNTY」（～2010年）を結成。2010年、Shunと「LASTLIP」（～2011年）を結成。2011年、Shun、Ricky（DASEIN）、ZERO、TSUKASA（共にex.D'espairsRay）で、「THE MICRO HEAD 4N'S」を結成。

Shun（しゅん）：ギター
本名：瀬木 義貴（せぎ よしき）
1974年4月21日生まれ。身長174cm。岐阜県白鳥町（現在の郡上市）出身。
愛称は「shun」「よっさん」「よっくん」など。スポーツ用品店勤務と平行にバンド活動開始。家賃か機材で迷ったあげく機材購入を選び、アパートから退室したことからホームレス経験がある。公園やRyuji宅へ寝泊まりすることもあり、「なふ」「てふてふ」「はぶ」などを独自に開発・使用していた。
バンド内の役割
メロディーからの作曲を行う。X JAPANのYOSHIKIと混同しないよう、弟の名前から『Shun』と名乗っている。2002年には映像監督に挑戦、Ryuji主演の映画「アニキ」を自主制作、楽曲「アンデス山脈の種馬」のPV監督をした。
解散後の動向
SHUNとして活動。OVA「パパとKISS IN THE DARK」（サウンドプロデュースは和也）では、桜井シュン役で声優に、キャラクターソングでは作詞に初挑戦した。またコメディ舞台など役者業も精力的な活動を行う。2006年、「Monkey&Music Race」を結成。2010年、「LASTLIP」を結成。2011年、「THE MICRO HEAD 4N'S」を結成。
FANTASTIC◇CIRCUSとしての再始動以降はSHUN.として活動。持病悪化の為、2024年2月以降は活動休止中。

RYUJI（りゅうじ）：ベース
本名：小坂 竜司（こさか りゅうじ）
1975年3月17日生まれ。身長164cm。岐阜県岐阜市出身。
愛称は「竜ちゃん」。インディーズ初期のころは調理師の専門学校に通いながらバンド活動をしていた為、調理師免許を取得している。
警備員のアルバイト時代、制服を着用したまま会場へ連行されたこともある。「Maybe true」リリース時に着用しているピンクのつなぎの衣装のデザインは本人が行っている。
バンド内の役割
楽曲のアレンジに参加。ライブ中はよく跳びはね、後部座席にも少しでも見えるよう配慮していた。
解散後の動向
解散後は、表立った活動を行っていない。後にメンバーのインタビューにて、現在は音楽活動を退いていることが語られており「FANTASTIC◇CIRCUS」には不参加。

徹（とおる）：ドラム
本名：長江 徹
1971年11月17日生まれ。身長174cm。岐阜県多治見市出身。
愛称は「徹ちゃん」「りっとる」など。最年長だが、ちゃん付けで呼ばれる。メンバー中、地味でシンプルな衣装だった。初期のPVでは二重瞼（アイプチ）だが、実際は一重瞼。趣味は読書、FC会報に短編小説を連載。前所属「Of-J」から黒の短髪であったが、メンバーの助言から金髪に染め、解散まで通した。（「アンデス山脈の種馬」を歌う際はオレンジ色）。
バンド内の役割
ミックス、マニピュレート、レコーディング、石月の歌詞校正の担当。メンバーで唯一の普通自動車免許取得者のため、車移動でのツアーでは運転を担当した。インディーズ時代はプレイのみだったが、メジャー後、初めてマイク越しに喋って以来、トークで客を楽しませた。
解散後の動向
本名でサポートドラマー、エンジニアとして活動をしていたが、後にメンバーのインタビューにて、現在は音楽活動を退いていることが語られており「FANTASTIC◇CIRCUS」には不参加。しかし、2022年5月17日、19日に自身のnoteに書かれた内容によると、2017年の1月に元メンバー5人が集まって「一夜限りの再結成をしないか」という話をしたが個人的な事情等によって断ったことや、プライベートでは十数年前に既婚者になったこと、現在は元WAWAWAのメンバーだった中野みやびのプロデュースを行っている等、バンドの解散から現在までの近況、再結成に対する想い等が記されていた。

## 来歴
- 1992年、名古屋で当時15歳のVo.石月が高校中退後にGu.和也、Ba.RYUJIの三人で結成。
- 1993年、Dr.•タツヤ•、Gu.Shunが加入。
- 1995年、ツアー中にDr.•タツヤ•が、方向性の相違を理由に突然脱退。2代目ドラマーとして「Of-J」で活動していた徹が、以前から知り合いということもあり急遽加入。同時に公式ファンクラブ「truth」が発足する。
- 1997年8月6日、フォーライフ・レコードと契約を結び、シングル「SUPER SOUL」でメジャーデビュー。
- 1999年、契約満了を理由にフォーライフ・レコードを離れ、インディーズレーベルからリリースをスタート。契約更改を行わなかった理由はメンバーも正式に語らなかったため不明。
- 2000年、アルバム「EAS」リリース後、自主レーベル「STOIC STONE」を設立し、シングル「LIFE」でメジャー・レーベルに回帰する。

### 解散
- 2005年5月14日、東京ベイNKホールにて解散ライブを行い、FANATIC◇CRISISとしての活動を終了させる。解散発表後の全国ツアーはファンクラブ会員限定。後にFC会員限定のフイルムギグを開催したため、一般向けのコンサートはこの日が最後である。解散の時点では、再結成については全く考えていなかったとのことで、和也は2023年に「つい最近まで名前も聞きたくなかった」と語っている[11]。以降は各自個人での活動に移った。
- 2011年1月16日に渋谷Live hallで通算三回目となるフイルムギグを、KAZUYAとSHUNをゲストに迎えて開催することを発表した。
- 2011年2月12日、和也とShunを中心としたロックバンド「LASTLIP」の初となるワンマンライブを、新宿RUIDO K4で開催することが、オフィシャルサイト上で発表された。オープニングアクトは砂月（ex.RENTRER EN SOI）が行う。

### FANTASTIC◇CIRCUS
- 2019年11月9日、石月努とKAZUYAとShun、そしてサポートメンバーを迎え入れ「FANTASTIC◇CIRCUS」（ファンタスティック◇サーカス）として、京王プラザホテルにてディナーショーを行った[12][13]。ただ、メンバーの徹のnoteによれば、再結成については2017年の1月に元メンバー5人で集まって話し合いをしたとのこと[9]。またShunは、2023年のインタビューで「FANATIC◇CRISISはあの5人でFANATIC◇CRISISだと僕は思っている」と語っており、FANTASTIC◇CIRCUSについては「気持ちとか魂とか、そういったものを引き継いだ上で、新しいバンドを始めた」と述べている[11]。
- 2022年1月、FANATIC◇CRISIS結成30周年を記念し、FANTASTIC◇CIRCUSワンマンライブ『転生-TENSEISM- FtC 30th ANNIVERSARY』を同年5月14日、東京・日比谷野外音大楽堂にて開催することを発表。また同ライブにサポートミュージシャンとして、NATCHIN（ベース、ex.SIAM SHADE）、LEVIN（ドラム、La'cryma Christi）が参加することも発表された[14][15][16][17]。当公演のチケットは完売、無事に開催された[18][19][20]。同年9月4日に品川インターシティホールでの追加公演も決定した[21][22][23]。
- 2023年3月29日にセルフカバーアルバム「TENSEISM BEST SINGLES【1997-2000】」をリリース、同年5月には東京・昭和女子大学人見記念講堂でFANATIC◇CRISISの結成30周年イヤーを締めくくるライブ「THE END OF 30th BOYS」を開催した[24]。
- 2024年2月より、SHUN.の持病悪化に伴い、同年2月より努とkazuyaの2人体制で活動。同月28日にセルフカバーアルバム「TENSEISM BEST SINGLES 【2001-2004】」リリース、3月10日に東京Zepp Shinjukuでのライブを開催[25]。11月10日の大阪・BIGCAT、16日の愛知・DIAMOND HALL、12月14日の東京・EX THEATER ROPPONGIの3会場にてツアー「THE.LAST.INNOCENT」を以て、SHUN.の治療に専念するため活動を一時休止する[26][27]。
- 2025年5月15日、活動再開。但し現在もSHUN.の体調が変わらない為、石月・kazuyaの2人体制での活動となる[28][29]。

## 概説
インディーズ時代は主に中京圏で活動し、黒夢、Laputa、ROUAGEらと共に名古屋系バンドの代表格であった。インディーズ1stアルバム「太陽の虜」のクレジットではギターShunがギターシンセサイザーであり、ドラムが初代ドラマーの•タツヤ•であった。メジャー・デビューはフォーライフ・レコードから。事務所はSPEED HOUSE MUSIC COMPANY。
1997年から1998年頃にはMALICE MIZER、La'cryma Christi、SHAZNAと共に「ヴィジュアル四天王」と呼ばれていた。なお当時の本人たちは「四天王」扱いされることについて「他人ごと」と捉えていたそうで、石月は2023年のインタビューで「僕は未だに、そう呼ばれたくないですよ」と語っている。一方で和也は「ヴィジュアル系」という括りで覚えてもらえる側面もあったことを認め、「大人になってみて、『ビジュアル系』ってナイスなネーミング」「いい意味で考えると、キャッチーだったんだろうな〜って思います」とも語っている。
SPEED HOUSE MUSIC COMPANYは、ビーイング系アーティストのマネージメントを行ってきたケンプファーのスタッフが立ち上げた事務所であり、社長の神林義弘はのちに演歌系の大手芸能事務所、長良プロダクションの社長に就任した。
「火の鳥」で初のオリコンシングル週間チャートトップ10入りを果たし、ヒットを連発するが、シングル「7 [SEVEN]」リリース後、フォーライフを離れ自社レーベルSTOICSTONEを設立。その後もリリース間隔も短く精力的な活動を続ける。
ESPからは、メンバーそれぞれがオーダーしたギター、ベースが発売されていたが、現在は全て生産が打ち切られている。
ヴィジュアル系四天王のバンドで唯一、横浜アリーナでの単独公演を敢行していない。また、日本武道館でも、1997年、1998年のイベント「Break out祭」へのゲスト出演のみで、単独公演を行わなかった。メンバーの「ライブハウスでの観客の一体感を大事にしたい」という意図のもとである。しかし、当時福岡のRKBラジオでMIDNIGHT SPARKSの番組を持っていた関係で、RKBの新年イベントの放送の際に福岡ドームでライブを行った。
音楽性についてはインディーズ時代初期は名古屋系バンド特有のダークで退廃的な世界観や人間の内なる狂気等を歌詞のテーマにした重く激しい曲が多かったが、1996年の『MASK』以降はLove Me等のポップでメロディアスな曲が増えていき、メジャー・デビュー以降はポップ・ミュージック色の強い明るい曲調にファンタジーや現代を生きる若者の日常や青春、苦悩、恋愛、人生観を主に扱った歌詞がテーマの作品がメインとなっていった。

## バンド名の由来
「FANATIC（狂信的、熱狂的）」と「CRISIS（危機）」という異なる意味の二つの単語を組み合わせ、さらに二つの側面を持つバンドであるようにという意味でつけた説と、適当に英和辞典をひいて名づけた説の二つがあり、真の理由は不明。間に◇が入るのは、「FANATIC」と「CRISIS」を並べた時に二つの単語の「C」が連続してしまうのを避けるためで、占い師に「画数的には◇がいい」と言われたからである。後にテレビ東京の深夜音楽番組内で姓名判断師の安斎勝洋には「◇を取った方が良い」と言われたが、変更しなかった。結成初期の表記は、◇の部分が「×」や「☆」、「†」などこだわりはなかった。TV出演の際には◇が表記されないこともあった。

## MV
- 「ゆらぎ」→掃除をする駅員
- 「BLUE ROSE」→ジャズピアニスト
- 「ドラキラ」→バンパイア（全員）
- 「everlove」→花嫁（オフショット）

また、衣装デザインは全て石月努の担当だった。

## ディスコグラフィ

### デモテープ
| タイトル | 発売日    | 収録内容                                                                                  |
| -------- | --------- | ----------------------------------------------------------------------------------------- |
| カルマ   | 1994年9月 | 01.黒い太陽（作詞：石月努、作曲：KAZUYA） 02.メビウスと哀星（作詞：石月努、作曲：KAZUYA） |

### シングル
|              | タイトル                          | 発売日         | 規格           | 備考                                   | JP           |
| インディーズ | インディーズ                      | インディーズ   | インディーズ   | インディーズ                           | インディーズ |
| ------------ | --------------------------------- | -------------- | -------------- | -------------------------------------- | ------------ |
| 1st          | Truth                             | 1995年8月21日  | VHS            |                                        |              |
| 2nd          | Memories in White                 | 1995年11月25日 | 8cmCD          | X'mas限定盤と通常盤が存在              |              |
| 3rd          | 月の花                            | 1996年7月5日   | 8cmCD          | 2枚同時リリース                        | 44           |
| 4th          | Rain                              | 1996年7月5日   | 8cmCD          | 2枚同時リリース                        | 47           |
| メジャー     |                                   |                |                |                                        |              |
| 5th          | SUPER SOUL                        | 1997年8月6日   | 8cmCD          | 初回特典ブックレット付                 | 23           |
| 6th          | SLEEPER                           | 1997年10月29日 | 8cmCD          | 初回特典ブックレット付                 | 23           |
| 7th          | ONE -You are the one-             | 1998年1月28日  | 8cmCD          | 初回特典ブックレット付                 | 14           |
| 8th          | Rainy merry-go-round              | 1998年5月13日  | 8cmCD          | 初回特典ブックレット付                 | 14           |
| 9th          | 火の鳥                            | 1998年7月1日   | 8cmCD          | 初回特典ブックレット付 ジャケット2種類 | 10           |
| 10th         | Maybe true                        | 1998年9月23日  | 8cmCD          | 初回特典ブックレット付 ジャケット2種類 | 5            |
| 11th         | beauties -beauty eyes-/ジェラシー | 1999年1月1日   | 8cmCD          | 初回特典ブックレット付                 | 13           |
| 12th         | 7［SEVEN］                        | 1999年4月14日  | 8cmCD          | 初回特典ブックレット付                 | 6            |
| インディーズ |                                   |                |                |                                        |              |
| 13th         | SIDE EVE                          | 1999年11月17日 | マキシシングル | 通信販売限定商品                       |              |
| 14th         | SIDE ADAM                         | 1999年12月15日 | マキシシングル | 通信販売限定商品                       |              |
| 15th         | 心に花を 心に棘を                 | 2000年5月17日  | マキシシングル |                                        | 20           |
| 16th         | Behind                            | 2000年8月9日   | マキシシングル | 2枚同時リリース                        | 20           |
| 17th         | DEFECT LOVER COMPLEX              | 2000年8月9日   | マキシシングル | 2枚同時リリース                        | 26           |
| メジャー     |                                   |                |                |                                        |              |
| 18th         | LIFE                              | 2000年10月25日 | マキシシングル |                                        | 30           |
| 19th         | hal［ハル］                       | 2001年2月16日  | マキシシングル |                                        | 28           |
| 20th         | JET hyp!                          | 2001年4月11日  | マキシシングル |                                        | 22           |
| 21st         | ゆらぎ                            | 2001年5月30日  | マキシシングル |                                        | 27           |
| 22nd         | ダウンコード                      | 2001年10月3日  | マキシシングル |                                        | 10           |
| 23rd         | スプートニク -旅人たち-           | 2002年2月6日   | マキシシングル |                                        | 25           |
| 24th         | LOVE MONSTER                      | 2002年4月11日  | マキシシングル |                                        | 15           |
| 25th         | ドラキラ                          | 2002年6月12日  | マキシシングル |                                        | 10           |
| 26th         | BLUE ROSE                         | 2002年11月7日  | マキシシングル |                                        | 28           |
| 27th         | 夢じゃない世界。                  | 2003年1月16日  | マキシシングル |                                        | 15           |
| 28th         | moonlight                         | 2003年4月16日  | マキシシングル |                                        | 20           |
| 29th         | 月の魔法                          | 2003年11月6日  | マキシシングル |                                        | 37           |
| 30th         | 鴉＜KARASU＞                      | 2004年1月9日   | マキシシングル |                                        | 22           |
| 31st         | everlove                          | 2004年5月12日  | マキシシングル |                                        | 10           |

### 配布シングル
|     | タイトル                         | 発売日         | 規格  | 収録曲                                               | 備考                     |
| --- | -------------------------------- | -------------- | ----- | ---------------------------------------------------- | ------------------------ |
| 1st | Disappear n'                     | 1995年8月2日   | VHS   | Disappear n'                                         | 目黒鹿鳴館配布           |
| 2nd | P・E・R・S・O・N・A              | 1995年8月14日  | VHS   | P・E・R・S・O・N・A                                  | 難波ロケッツ配布         |
| 3rd | 黒い太陽                         | 1995年8月18日  | VHS   | 黒い太陽                                             | 名古屋クラブクアトロ配布 |
| 4th | SLEEPLESS MERRY-GO-ROUND         | 1995年9月10日  | 8cmCD | SLEEPLESS MERRY-GO-ROUND (1995 ORIGINAL NEW VERSION) | 渋谷クラブクアトロ配布CD |
| 5th | 永遠の子供達 -the Eternal child- | 1997年1月10日  | CD    | 永遠の子供達 -the Eternal child-                     | 渋谷公会堂配布CD         |
| 6th | you.                             | 2002年12月     | CD    | you                                                  | ファンクラブ限定配布     |
| 7th | holy song                        | 2004年12月24日 | CD    | holy song                                            | ファンクラブ限定配布     |

### オリジナル・アルバム
|              | タイトル          | 発売日         | 備考                       | JP           |
| インディーズ | インディーズ      | インディーズ   | インディーズ               | インディーズ |
| ------------ | ----------------- | -------------- | -------------------------- | ------------ |
| 1st          | 太陽の虜          | 1995年4月28日  |                            |              |
| 2nd          | MASK              | 1996年1月7日   |                            |              |
| 3rd          | MARBLE            | 1996年11月25日 |                            | 47           |
| メジャー     |                   |                |                            |              |
| 4th          | ONE -one for all- | 1998年3月4日   | 初回トランプ付             | 5            |
| 5th          | THE.LOST.INNOCENT | 1999年2月24日  | 初回特殊ジャケット         | 6            |
| 6th          | EAS               | 2000年9月13日  |                            | 11           |
| 7th          | POP               | 2001年6月27日  | 初回ボーナス・トラック収録 | 19           |
| 8th          | beautiful world   | 2001年12月6日  | 完全限定生産               | 30           |
| 9th          | 5                 | 2002年7月10日  |                            | 24           |
| 10th         | neverland         | 2003年7月2日   |                            | 32           |
| 11th         | marvelous+        | 2004年7月28日  |                            | 18           |

### 未発表曲
- Snow／インディーズシングル「Rain」のアレンジヴァージョン。主にFC限定ライヴで披露。
- PHANTOM／『18.2005年5月14日LAST LIVE TOKYO BAY NK HALL』に収録されている。
- 【キミガイタセカイ】／『THE.LOST.INNOCENT』収録曲である「[キミガイルセカイ]」の、FANTASTIC◇CIRCUSとしてのセルフリメイク。2022年1月29日にMVが公開されたが、CD化およびデジタルシングルとしてのダウンロード販売はされていない。

### その他
ファンクラブ限定イベントで組まれたスペシャルユニット、針鼠。vs DOBU◇NEZUMIによるデモテープ。「針鼠。／風。」「DOBU◇NEZUMI／アンデス山脈の種馬」収録。

### 提供曲
石月努
- 「real LOVE/trueLOVE」/萩野崇（作詞作曲）

和也
- 「誓い〜I can overcome〜」/リュ・シウォン（作曲）
- 「funny girl」/luce（作曲・ギターコーラス）
- 「-愛する君に伝えよう-」/luce（作詞作曲）
- 「ずっとずっと続く道」/luce（作詞作曲・ギター）

パパとKISS IN THE DARKキャラクターソング
以下・全作曲
- 「close to you」/It's
- 「It fall to love」
- 「does not wither」
- 「ドクノハナ」
- 「endless dream」
- 「キミだけの歌」
- 「さようなら」
- 「Go your way」/SHUN(作詞：SHUN)

はっぴぃセブンキャラクターソング
全作曲
- 「Let's Go」
- 「Friends」
- 「キミがくれた宝物」
- 「Flavor Of Summer」
- 「Loneliness」
- 「はっぴぃセブン」
- 「キセキ」
- 「Over The Rainbow」
- 「ココロとココロ」
- 「リフレイン」

氷川きよし
- 「未来」/映画「ウルトラマンメビウスとウルトラ兄弟」主題歌

## タイアップ一覧
| 使用年           | 曲名                    | タイアップ                                                                             |
| ---------------- | ----------------------- | -------------------------------------------------------------------------------------- |
| FANATIC◇CRISIS   |                         |                                                                                        |
| 1997年           | SUPER SOUL              | テレビ朝日系ウイークエンドドラマ『ギャルボーイ!』オープニングテーマ                    |
| 1997年           | SLEEPER                 | テレビ朝日系『サンデージャングル』エンディングテーマ                                   |
| 1998年           | ONE -You are the one-   | フジテレビ系『奇跡体験!アンビリバボー』1月クールエンディングテーマ                     |
| 1998年           | すべての出逢いと別れに  | ギャガ・コミュニケーションズ配給映画『エコエコアザラクIII-MISA THE DARK ANGEL-』主題歌 |
| 1998年           | Rainy merry-go-round    | 日本テレビ系『進ぬ!電波少年』エンディングテーマ                                        |
| 1998年           | 火の鳥                  | 日本テレビ系『ぐるぐるナインティナイン』エンディングテーマ                             |
| 1998年           | Maybe true              | TBS系『ワンダフル』内アニメ 『LET'S ぬぷぬぷっ』オープニングテーマ                     |
| 1999年           | beauties -beauty eyes-  | 広島テレビ・日本テレビ系『恋のチューンネップ』エンディングテーマ                       |
| 1999年           | ジェラシー              | テレビ東京系『NIJU』エンディングテーマ                                                 |
| 1999年           | 7[SEVEN]                | TBS系『まぶごえ』エンディングテーマ                                                    |
| 2000年           | 心に花を 心に棘を       | TBS系『リズムBaby』エンディングテーマ                                                  |
| 2000年           | Behind                  | TBS系ドラマ『20歳の結婚』オープニングテーマ                                            |
| 2001年           | hal[ハル]               | テレビ朝日系 金曜ナイトドラマ『愛は正義』エンディングテーマ                            |
| 2001年           | JET hyp!                | 日本テレビ系『ぐるぐるナインティナイン』エンディングテーマ                             |
| 2001年           | ダウンコード            | 日本テレビ系『AX MUSIC-FACTORY』AX POWER PLAY#049テーマソング                          |
| 2002年           | スプートニク -旅人たち- | 日本テレビ系『どっちの料理ショー』エンディングテーマ                                   |
| 2002年           | LOVE MONSTER            | 日本テレビ系『マスクマン!』エンディングテーマ                                          |
| 2002年           | ドラキラ                | 日本テレビ系『三宅裕司のドシロウト』エンディングテーマ                                 |
| 2002年           | BLUE ROSE               | 日本テレビ系『ろみひー』エンディングテーマ                                             |
| 2003年           | moonlight               | 日本テレビ系『三宅裕司のドシロウト』エンディングテーマ                                 |
| 2003年           | 月の魔法                | 日本テレビ系『ぐるぐるナインティナイン』エンディングテーマ                             |
| 2004年           | 鴉 <KARASU>             | 日本テレビ系『AX MUSIC-TV』AX POWER PLAY#047テーマソング                               |
| 2004年           | everlove                | MBS・TBS系ドラマ30『新・いのちの現場から』主題歌                                       |
| 2004年           | 追憶をこえるスピードで  | 日本テレビ系『三宅裕司のドシロウト』エンディングテーマ                                 |
| FANTASTIC◇CIRCUS |                         |                                                                                        |
| 2023年           | ONE -You are the one-   | テレビ埼玉『マチコミ』 5月度エンディングテーマ                                         |

## ソロ活動
解散後は各自ソロ活動を行っている。
SHUN
声優「パパとkiss in the dark」キャラクターソング「Go your way」(作詞SHUN/作曲 和也)
Monkey&Music Race、LASTLIPとして活動後、THE MICRO HEAD 4N'Sを結成。

和也
主に、和也作曲、ashrie作詞、R.terada(Rayzi ex.ROUAGE)編曲で楽曲提供を行っている。
BOUNTY、LASTLIPとして活動後、THE MICRO HEAD 4N'Sを結成。

徹
和也やSHUNのレコーディングのミックスや、同じ系列事務所のビリケンのミックスを手がける。芸能活動の予定なし。

努
ジュエリーデザイナー、グラフィックアーティストとして活動中。2012年音楽活動再開。

## ラジオ
- MIDNIGHT SPARKS（1997年10月10日 - 1998年3月27日、福岡RKBラジオ）